# Condado de Merrimack (Nuevo Hampshire)
El condado de Merrimack (en inglés Merrimack County), fundado en 1769, es uno de los diez condados del estado estadounidense de Nuevo Hampshire. En el censo de 2000 el condado tenía una población de 136,225 habitantes. La sede del condado se encuentra localizada en Concord.

## Geografía
Según la Oficina del Censo, el condado tiene un área total de 2476 km² (956 mi²), de la cual 2419 km² (934 mi²) es tierra y 57 km² (22,0 mi²) (2.31%) es agua.

## Demografía
En el censo de 2000, hubo 136,225 personas, 51,843 hogares, y 35,460 familias residiendo en el condado. La densidad poblacional era de 146 personas por milla cuadrada (56/km²). En el 2000 había 56,244 unidades unifamiliares en una densidad de 23 km² (8,9 mi²). La demografía del condado era de 97.08% blancos, 0.54% afroamericanos, 0.23% amerindios, 0.86% asiáticos, 0.02% isleños del Pacífico, 0.23% de otras razas y 1.04% de dos o más razas. 1.00% de la población era de origen hispano o latino de cualquier raza. 16.5% eran de origen inglés 12.7% francés, 6.4% alemán, 13.4% irlandés y 8.4% estadounidense 94.2% de la población hablaba inglés 2.9% francés y 1.1% español en casa como lengua materna. 
La renta per cápita promedia del condado era de $48,522, y el ingreso promedio para una familia era de $56,842. Los hombres tenían un ingreso per cápita de $37,722 versus $27,207 para las mujeres. La renta per cápita para el condado era de $23,208y el 5.90% de la población estaba bajo el umbral de pobreza nacional.